# Стрибки на батуті на літніх Олімпійських іграх 2004 — жінки
Змагання зі стрибків на батуті серед жінок на літніх Олімпійських іграх 2004 року відбулись 20 серпня в Олімпійському критому залі (Афіни).

## Призери
| Золото                     | Срібло                 | Бронза                |
| Анна Догонадзе · Німеччина | Карен Кокберн · Канада | Хуан Шаньшань · Китай |

### Фінал
| Місце | Спортсмен                 | Греція | Іспанія | Бразилія | Швеція | Чехія | Складність | Сума  |
| ----- | ------------------------- | ------ | ------- | -------- | ------ | ----- | ---------- | ----- |
|       | Анна Догонадзе (GER)      | 8.3    | 8.4     | 8.5      | 8.6    | 8.5   | 14.2       | 39.60 |
|       | Карен Кокберн (CAN)       | 8.0    | 8.2     | 8.2      | 8.3    | 8.2   | 14.6       | 39.20 |
|       | Хуан Шаньшань (CHN)       | 8.2    | 8.3     | 8.4      | 8.4    | 8.3   | 14.0       | 39.00 |
| 4     | Наталія Чернова (RUS)     | 8.0    | 8.2     | 8.1      | 8.3    | 8.3   | 14.0       | 38.60 |
| 5     | Олена Мовчан (UKR)        | 8.1    | 8.2     | 8.3      | 8.3    | 8.1   | 13.0       | 37.60 |
| 6     | Хізер Росс-МакМанус (CAN) | 7.9    | 7.6     | 7.7      | 7.7    | 7.6   | 14.4       | 37.40 |
| 7     | Харука Хірота (JPN)       | 7.8    | 8.2     | 8.1      | 8.1    | 8.4   | 12.8       | 37.20 |
| 8     | Андреа Лендерс (NED)      | 5.7    | 5.6     | 5.4      | 5.6    | 5.5   | 7.6        | 24.30 |